# 鹽課司
鹽課司，中國古代朝廷的地方機構之一。在清朝，主要從事鹽務課稅。例如課取灶地、灘池及海鹽稅，稱為灶課；而徵收對象則為鹽課司所在地之鹽場。另外，也負責解兌稅款至運鹽司。1912年，清朝滅亡以後，該機構被廢除。